# Michael Bowen (duchowny)
Michael George Bowen (ur. 23 kwietnia 1930 w Gibraltarze, zm. 17 października 2019) – brytyjski duchowny rzymskokatolicki, w latach 1977–2003 arcybiskup metropolita Southwark, wcześniej biskup diecezjalny Arundel i Brighton (1971–1977).

## Życiorys
Święcenia kapłańskie przyjął 6 lipca 1958 w archidiecezji Southwark. 28 maja 1965 został inkardynowany do nowo utworzonej diecezji Arundel i Brighton. 18 maja 1970 papież Paweł VI mianował go biskupem koadiutorem tej diecezji ze stolicą tytularną Lamsorti. Sakry udzielił mu 27 czerwca 1970 abp Domenico Enrici, ówczesny delegat apostolski w Wielkiej Brytanii. 14 marca 1971 został biskupem diecezjalnym Arundel i Brighton. 28 marca 1977 papież powierzył mu urząd arcybiskupa metropolity Southwark. 6 listopada 2003 zrezygnował z tego stanowiska, na półtora roku przed osiągnięciem przewidzianego w prawie kanonicznym biskupiego wieku emerytalnego (75 lat). Od tego czasu pozostawał arcybiskupem seniorem.